# Weinbergen
Weinbergen era un comune tedesco, sito nel Land della Turingia.

## Storia
Il comune di Weinbergen venne creato il 30 giugno 1994 dalla fusione dei comuni di Bollstedt, Grabe, Höngeda e Seebach.
Il 1º gennaio 2019 il comune di Weinbergen venne aggregato alla città di Mühlhausen/Thüringen.